# پورترویل (کانزاس)
پورترویل (به انگلیسی: Porterville) یک منطقهٔ مسکونی در ایالات متحده آمریکا است که در کانزاس واقع شده‌است.